# كلاوس ستورمير
كلاوس ستورمير (بالألمانية: Klaus Stürmer)‏ مواليد 9 أغسطس 1935 في شلسفيغ هولشتاين، ألمانيا - الوفاة 1 يونيو 1971 في زيورخ، كان لاعب كرة قدم ألماني كان يلعب كمهاجم. يُعتبر كلاوس أصغر لاعب يُسجل للمنتخب الألماني. إذ سجل في أول مشاركة له أمام فرنسا في 16 أكتوبر 1954 بعمر 19 عاماً و68 يوماً وهو رقم قياسي مُعادلاً رقم ماريو غوتزه في 2011.

## المسيرة الاحترافية

### أندية لعب لها
- نادي هامبورغ
- نادي زيورخ

## روابط خارجية
- كلاوس ستورمير على موقع قاعدة بيانات كرة القدم.إي يو (الإنجليزية)
- كلاوس ستورمير على موقع بيانات كرة القدم. دي إي (الألمانية)
- كلاوس ستورمير على موقع ناشيونال فوتبول تيمز (الإنجليزية)
- كلاوس ستورمير على موقع عالم كرة القدم.نت (الإنجليزية)